# Antonio Poli de Mathaeis
Antonio Poli de Mathaeis (também Anto Matković ou Antonio Poli de Matteis) (falecido em 1588) foi um prelado católico romano que serviu como bispo da Bósnia (1573–1588).

## Biografia
Antonio Poli de Mathaeis foi ordenado frade na Ordem dos Frades Menores. A 26 de agosto de 1573, foi nomeado bispo da Bósnia durante o papado de Gregório XIII, onde serviu como bispo até à sua morte em 1588. Enquanto bispo, foi o principal co-consagrador de Leonard Abel, bispo titular de Sidon (1582).